# Großer Feldberg
De Große Feldberg is met 878,5 meter de hoogste bergtop in het Taunusgebergte en van het gehele Rijnlands leisteenplateau. De berg ligt tussen Königstein im Taunus en de plaats Schmitten.
Op de top staan een in 1902 gebouwde uitkijktoren en een televisietoren van de Hessischer Rundfunk. Via deze toren zendt onder andere het commerciële radiostation Hit Radio FFH uit.